# Кружльова-Вишня
Кружльова-Вишня (пол. Krużlowa Wyżna) — село в Польщі, у гміні Грибів Новосондецького повіту Малопольського воєводства.
Населення — 1472 особи (2011).
У 1975-1998 роках село належало до Новосондецького воєводства.

## Демографія
Демографічна структура станом на 31 березня 2011 року:
|          | Загалом | Допрацездатний вік | Працездатний вік | Постпрацездатний вік |
| -------- | ------- | ------------------ | ---------------- | -------------------- |
| Чоловіки | 731     | 193                | 473              | 65                   |
| Жінки    | 741     | 215                | 387              | 139                  |
| Разом    | 1472    | 408                | 860              | 204                  |